# Rally d'Argentina 2015
La 35ª edizione del Rally d'Argentina, quarta prova del Campionato del mondo rally 2015, si è corsa dal 23 al 26 aprile ed è stata vinta da Kris Meeke, al suo primo successo in carriera.

## Principali iscritti
| No. | Squadra                         | Classe | Pilota              | Co-pilota            | Auto                   | Pneumatici |
| --- | ------------------------------- | ------ | ------------------- | -------------------- | ---------------------- | ---------- |
| 1   | Volkswagen Motorsport           | WRC    | Sébastien Ogier     | Julien Ingrassia     | Volkswagen Polo R WRC  | M          |
| 2   | Volkswagen Motorsport           | WRC    | Jari-Matti Latvala  | Miikka Anttila       | Volkswagen Polo R WRC  | M          |
| 3   | Citroën Total Abu Dhabi WRT     | WRC    | Kris Meeke          | Paul Nagle           | Citroën DS3 WRC        | M          |
| 4   | Citroën Total Abu Dhabi WRT     | WRC    | Mads Østberg        | Jonas Andersson      | Citroën DS3 WRC        | M          |
| 5   | M-Sport Ltd                     | WRC    | Elfyn Evans         | Daniel Barritt       | Ford Fiesta RS WRC     | M          |
| 6   | M-Sport Ltd                     | WRC    | Ott Tänak           | Raigo Mőlder         | Ford Fiesta RS WRC     | M          |
| 7   | Hyundai Motorsport              | WRC    | Thierry Neuville    | Nicolas Gilsoul      | Hyundai i20 WRC        | M          |
| 8   | Hyundai Motorsport              | WRC    | Dani Sordo          | Marc Martí           | Hyundai i20 WRC        | M          |
| 9   | Volkswagen Motorsport II        | WRC    | Andreas Mikkelsen   | Ola Fløene           | Volkswagen Polo R WRC  | M          |
| 12  | Citroën Total Abu Dhabi WRT     | WRC    | Khalid Al Qassimi   | Chris Patterson      | Citroën DS3 WRC        | M          |
| 20  | Hyundai Motorsport N            | WRC    | Hayden Paddon       | John Kennard         | Hyundai i20 WRC        | M          |
| 21  | Jipocar Czech National Team     | WRC    | Martin Prokop       | Michal Ernst         | Ford Fiesta RS WRC     | P          |
| 36  | Youth & Sports Qatar Rally Team | WRC-2  | Abdulaziz Al-Kuwari | Marshall Clarke      | Ford Fiesta RRC        | M          |
| 37  | FWRT s.r.l.                     | WRC    | Lorenzo Bertelli    | Giovanni Bernacchini | Ford Fiesta RS WRC     | P          |
| 38  | Yuriy Protasov                  | WRC-2  | Yuriy Protasov      | Pavlo Cherepin       | Ford Fiesta RRC        | P          |
| 40  | Drive Dmack                     | WRC-2  | Jari Ketomaa        | Kaj Lindström        | Ford Fiesta R5         | D          |
| 41  | Drive Dmack                     | WRC-2  | Nicolás Fuchs       | Fernando Mussano     | Ford Fiesta R5         | D          |
| 43  | TAIF Rally Team                 | WRC-2  | Radik Shaymiev      | Maxim Tsvetkov       | Ford Fiesta R5         | M          |
| 45  | Gianluca Linari                 | WRC-2  | Gianluca Linari     | Nicola Arena         | Subaru Impreza STi N15 | P          |
| 51  | Napoca Rally Academy            | WRC-2  | Simone Tempestini   | Matteo Chiarcossi    | Subaru Impreza STi N14 | P          |
| 52  | Diego Domínguez                 | WRC-2  | Diego Domínguez     | Edgardo Galindo      | Ford Fiesta R5         | D          |
| 54  | Didier Arias                    | WRC-2  | Didier Arias        | Héctor Núñez         | Ford Fiesta R5         | D          |

| Icona | Classe                                                                 |
| ----- | ---------------------------------------------------------------------- |
| WRC   | Equipaggio che può conquistare punti per il campionato costruttori WRC |
| WRC   | Equipaggio che non può conquistare punti per il campionato costruttori |
| WRC-2 | Equipaggio registrato al campionato WRC-2                              |
| WRC-3 | Equipaggio registrato al campionato WRC-3                              |

## Risultati

### Classifica
| Pos.     | N°       | Pilota              | Co-pilota         | Squadra                         | Auto                   | Classe   | Tempo     | Distacco | Punti    |
| Generale | Generale | Generale            | Generale          | Generale                        | Generale               | Generale | Generale  | Generale | Generale |
| -------- | -------- | ------------------- | ----------------- | ------------------------------- | ---------------------- | -------- | --------- | -------- | -------- |
| 1        | 3        | Kris Meeke          | Paul Nagle        | Citroën Total Abu Dhabi WRT     | Citroën DS3 WRC        | WRC      | 3:41:44.9 | 0.00     | 25       |
| 2        | 4        | Mads Østberg        | Jonas Andersson   | Citroën Total Abu Dhabi WRT     | Citroën DS3 WRC        | WRC      | 3:42:03.0 | +18.1    | 18+1     |
| 3        | 5        | Elfyn Evans         | Daniel Barritt    | M-Sport World Rally Team        | Ford Fiesta RS WRC     | WRC      | 3:45:12.3 | +3:27.4  | 15       |
| 4        | 21       | Martin Prokop       | Jan Tománek       | Jipocar Czech National Team     | Ford Fiesta RS WRC     | WRC      | 3:48:11.0 | +6:26.1  | 12       |
| 5        | 8        | Dani Sordo          | Marc Martí        | Hyundai Motorsport              | Hyundai i20 WRC        | WRC      | 3:52:31.6 | +10:46.7 | 10+2     |
| 6        | 12       | Khalid Al Qassimi   | Chris Patterson   | Citroën Total Abu Dhabi WRT     | Citroën DS3 WRC        | WRC      | 3:53:04.8 | +11:19.9 | 8        |
| 7        | 36       | Abdulaziz Al-Kuwari | Marshall Clarke   | Youth & Sports Qatar Rally Team | Ford Fiesta RRC        | WRC-2    | 3:57:47.5 | +16:02.6 | 6        |
| 8        | 52       | Diego Domínguez     | Edgardo Galindo   | Diego Domínguez                 | Ford Fiesta R5         | WRC-2    | 4:00:33.1 | +18:48.2 | 4        |
| 9        | 57       | Gustavo Saba        | Diego Cagnotti    | Saba Competition                | Škoda Fabia S2000      | WRC-2    | 4:03:05.5 | +21:20.6 | 2        |
| 10       | 72       | Federico Villagra   | Diego Curletto    | Federico Villagra               | Ford Fiesta MR         | WRC-2    | 4:07:04.5 | +25:19.6 | 1        |
| 17       | 1        | Sébastien Ogier     | Julien Ingrassia  | Volkswagen Motorsport           | Volkswagen Polo R WRC  | WRC      | 4:18:56.4 | +37:11.5 | 0+3      |
| WRC-2    |          |                     |                   |                                 |                        |          |           |          |          |
| 1 (7.)   | 36       | Abdulaziz Al-Kuwari | Marshall Clarke   | Youth & Sports Qatar Rally Team | Ford Fiesta RRC        | WRC-2    | 3:57:47.5 | 0.0      | 25       |
| 2 (8.)   | 52       | Diego Domínguez     | Edgardo Galindo   | Diego Domínguez                 | Ford Fiesta R5         | WRC-2    | 4:00:33.1 | +2:45.6  | 18       |
| 3 (12.)  | 40       | Jari Ketomaa        | Kaj Lindström     | Drive Dmack                     | Ford Fiesta R5         | WRC-2    | 4:09:50.7 | +12:03.2 | 15       |
| 4 (13.)  | 38       | Yuriy Protasov      | Pavlo Cherepin    | Yuriy Protasov                  | Ford Fiesta RRC        | WRC-2    | 4:11:10.3 | +13:22.8 | 12       |
| 5 (14.)  | 54       | Didier Arias        | Héctor Núñez      | Didier Arias                    | Ford Fiesta R5         | WRC-2    | 4:14:36.3 | +16:48.8 | 10       |
| 6 (19.)  | 51       | Simone Tempestini   | Matteo Chiarcossi | Napoca Rally Academy            | Subaru Impreza STi N14 | WRC-2    | 4:25:27.9 | +27:40.4 | 8        |
| 7 (22.)  | 45       | Gianluca Linari     | Nicola Arena      | Gianluca Linari                 | Subaru Impreza STi N5  | WRC-2    | 4:36:04.9 | +38:17.4 | 6        |

## Classifiche Mondiali
Piloti WRC
| Pos | Pilota            | Punti |
| --- | ----------------- | ----- |
| 1   | Sébastien Ogier   | 84    |
| 2   | Mads Østberg      | 51    |
| 3   | Andreas Mikkelsen | 47    |
| 4   | Elfyn Evans       | 41    |
| 5   | Kris Meeke        | 35    |

Costruttori WRC
| Pos. | Team                        | Punti |
| ---- | --------------------------- | ----- |
| 1    | Volkswagen Motorsport       | 103   |
| 2    | Citroen Total Abu Dhabi WRT | 85    |
| 3    | Hyundai Motorsport          | 85    |
| 4    | M-Sport World Rally Team    | 71    |
| 5    | Jipocar Czech National Team | 32    |

Piloti WRC-2
| Pos | Pilota              | Punti |
| --- | ------------------- | ----- |
| 1   | Jari Ketomaa        | 55    |
| 2   | Abdulaziz Al-Kuwari | 37    |
| 3   | Nasser Al-Attiyah   | 25    |
| 4   | Stéphane Lefebvre   | 25    |
| 5   | Yuriy Protasov      | 22    |

Piloti WRC-3
| Pos | Pilota              | Punti |
| --- | ------------------- | ----- |
| 1   | Ole Christian Veiby | 40    |
| 2   | Quentin Gilbert     | 25    |
| 3   | Christian Riedemann | 18    |
| 4   | Simone Tempestini   | 12    |
| 5   | Stéphane Consani    | 10    |